# ۴۲ شکارچی
۴۲ شکارچی (انگلیسی: 42 Orionis) یک ستاره کلاس B1V (دنباله اصلی آبی) در صورت فلکی شکارچی است. قدر ظاهری آن ۴.۵۹ است و بر اساس اختلاف منظر تقریباً ۹۰۰ سال نوری از ما فاصله دارد.